# 中山英之
中山 英之（なかやま ひでゆき、1972年（昭和47年） - ）は、福岡県生まれの建築家。東京藝術大学准教授。（株）中山英之建築設計事務所主宰。吉岡賞などを受賞。祖父は　オペラ声楽家団体 二期会の結成メンバーの1人バリトン中山悌一である。

## 概要
- 大学院時代、エスバイエル住宅設計競技で佳作受賞。
- 伊東事務所時代、庵原義隆とともに多摩美術大学図書館を担当。
- 主に住宅、オフィスの設計を行っている。

## 略歴
- 1972年　福岡県生まれ
- 1998年　東京藝術大学建築学科卒業
- 2000年　東京藝術大学大学院美術研究科建築学専攻修士課程修了
- 2000～07年　伊東豊雄建築設計事務所勤務
- 2007年　中山英之建築設計事務所設立
- 2008～09年　東京電機大学非常勤講師
- 2010年　横浜国立大学 one week studioゲスト講師
- 2010年　東北大学非常勤講師
- 2014年～　東京藝術大学准教授

## 主な作品
| 名称                         | 年     | 所在地               | 国   | 備考        |
| ---------------------------- | ------ | -------------------- | ---- | ----------- |
| 2004                         | 2006年 | 長野県松本市         | 日本 | 吉岡賞      |
| 草原の大きな扉               | 2008年 | 北海道河西郡中札内村 | 日本 | 実現せず    |
| O邸                          | 2009年 | 京都府京都市         | 日本 |             |
| Yビル                        | 2009年 | 東京都港区           | 日本 |             |
| Y邸                          | 2012年 | 広島県広島市         | 日本 |             |
| 厲家菜 銀座（内装）          | 2016年 | 東京都中央区         | 日本 |             |
| 石の島の石                   | 2016年 | 香川県小豆島町       | 日本 |             |
| 弦と弧                       | 2017年 | 東京都世田谷区       | 日本 | JIA新人賞   |
| CONCRETE HEART（プロダクト） | 2019年 |                      | 日本 | E&Yより発表 |

## 受賞
- 2004年　SD Review 2004 鹿島賞
- 2007年　第23回吉岡賞 - 2004
- 2008年　第1回六花の森Tea House Competition最優秀賞 - 草原の大きな扉
- 2019年　第31回JIA新人賞

## 著書
- 神戸芸術工科大学デザイン教育研究センター出版　「スケッチング」中山英之、ISBN 978-4-88008-405-3 C0052

## その他
- 学生時代から建築デザイン分野で受賞歴がある。
- 東京芸術大学OBの中山英之とともに長坂常、中村竜治、山口誠、石上純也は1970年世代である。
- 蝶ネクタイがトレードマークになっている。